# Душко
Душко је словенско мушко име. Изведено је од речи дух или душа, што значи "да буде ведрог духа" Познати са тим именом су:
- Душко Ајдер (рођен 1958), пензионисани српски професионални фудбалер
- Душко Гојковић (1931–2023), српски џез трубач и композитор
- Душко Ивановић (рођен 1957), црногорски кошаркашки тренер и бивши кошаркаш
- Душко Пијетловић (рођен 1985), српски ватерполиста
- Душко Радиновић (рођен 1963), бивши фудбалер црногорског савеза
- Душко Савић, бивши је југословенски и српски фудбалер.
- Душко Стајић (рођен 1982), српски професионални фудбалер
- Душко Тадић (рођен 1955), Србин, прво лице које је осуђено пред Међународни кривични суд за бившу Југославију
- Душко Тошић (рођен 1985), српски фудбалер
- Душко Трифуновић (1933–2006), српски песник и писац
- Душко Вујошевић (рођен 1959), српски и црногорски кошаркашки тренер